# Puerto Leguízamo
Puerto Leguízamo – miasto w Kolumbii, w departamencie Putumayo.